# Siphonognathus argyrophanes
Siphonognathus argyrophanes és una espècie de peix pertanyent a la família dels odàcids.

## Descripció
- Pot arribar a fer 40 cm de llargària màxima.
- No hi ha diferències de color entre el mascle i la femella.[5][6][7]

## Hàbitat
És un peix marí, demersal i de clima subtropical (32°S-42°S) que viu entre 1 i 40 m de fondària.

## Distribució geogràfica
Es troba a l'Índic oriental: el sud d'Austràlia (des de Perth -Austràlia Occidental- fins a Flinders Island -Tasmània-).

## Observacions
És inofensiu per als humans.